# Box
Box (ранее Box.net ), базирующаяся в Редвуд-Сити, Калифорния , представляет собой облачное управление содержимым и совместное использование файлов для бизнеса. Компания использует бизнес-модель freemium для обеспечения облачного хранения и размещения файлов для персональных аккаунтов и предприятий.   Официальные клиенты и приложения доступны для Windows, MacOS и нескольких мобильных платформ. Box была основана в 2005 году. 

## История
Box была первоначально разработана как университетский проект Аарона Леви, когда он был студентом Университета Южной Калифорнии в 2004 году. Леви покинул школу, чтобы продолжить работу в компании в 2005 году. Леви стал генеральным директором, а его друг детства Дилан Смит стал CFO. 
В октябре 2009 года Box совершила свое первое приобретение, купив Increo Solutions для повышения эффективности документооборота и технологий предварительного просмотра.
В июле 2012 года Box получила $ 125 млн в рамках инвестиционного раунда под руководством растущей акционерной компании General Atlantic, к которой присоединились инвесторы Bessemer Venture Partners, DFJ Growth, New Enterprise Associates, SAP Ventures, Scale Venture Partners и Social + Capital Partnership.
В декабре 2013 года восемь инвесторов участвовали в раунде финансирования в размере $ 100 млн. Среди инвесторов были DFJ Growth, Itochu Technology Ventures, Macnica Networks Corp., Mitsui & Co, Telefónica Digital, Telstra и Telstra Ventures.
В июле 2014 года Box получил 150 миллионов долларов от Coatue Management и TPG Capital в раунде финансирования серии G.
В ноябре 2014 года Box приобрела стартап MedXT (облачный сервис для хранения медицинских изображений) за 3,84 миллиона долларов.
23 января 2015 года Box провела первичное публичное размещение на NYSE. Цена IPO составила 14,00 долларов США. Он открылся на уровне 20,20 долларов и закрылся на уровне 23,23 доллара. IPO привлекла 175 млн. долларов и установила рыночную капитализацию в размере около 1,6 млрд. долларов.
В январе 2016 года некоторые из сотрудников переехали в свою новую штаб-квартиру в центре города Редвуд-Сити, Калифорния.

## Бизнес-модель
Box — это облачные вычисления, которые обеспечивают возможность обмена файлами, совместное использование и другие инструменты для работы с файлами, которые загружаются на серверы. Пользователи могут определить, как их контент может быть передан другим пользователям. Пользователи могут приглашать других пользователей просматривать и / или редактировать общие файлы учетной записи, загружать документы и фотографии в папку общих файлов (и, таким образом, обмениваться этими документами вне Box), а также предоставлять другим пользователям права просматривать общие файлы.
Box предлагает три типа учетной записи: Enterprise, Business и Personal.  Есть официальные клиенты для Windows и macOS, но не для Linux. Мобильная версия сервиса доступна для устройств Android, BlackBerry 10, iOS, WebOS и Windows Phone.
К корпоративным клиентам Box относятся IBM, GE, Schneider Electric и Procter & Gamble.
В декабре 2007 года компания анонсировала OpenBox, которая позволяет разработчикам создавать сервисы, которые взаимодействуют с файлами как на Box.com, так и на конкурирующих веб-приложениях и сервисах. Интерфейс прикладного программирования реализован в виде соглашений на базе XML.

## Внешние ссылки
- box.com — официальный сайт Box